# Temple City
Temple City è un comune (city) degli Stati Uniti d'America della contea di Los Angeles nello Stato della California. Temple City fa parte di un gruppo di città, insieme ad Arcadia, Rosemead, Monterey Park, San Marino, e San Gabriel, ad ovest della valle di San Gabriel, con una rapida crescita della popolazione asiatica. Temple City possiede anche una comunità di cubani e portoricani, tra le altre nazionalità di latinos. Circa un terzo della popolazione della città è di colore bianco. La popolazione era di 35 558 persone al censimento del 2010.

## Geografia fisica
Secondo lo United States Census Bureau, ha un'area totale di 4,006 mi² (10,38 km²).

## Società

### Evoluzione demografica
Secondo il censimento del 2010, c'erano 35 558 persone.

### Etnie e minoranze straniere
Secondo il censimento del 2010, la composizione etnica della città era formata dal 33,6% di bianchi, lo 0,8% di afroamericani, lo 0,4% di nativi americani, il 55,7% di asiatici, lo 0,1% di oceanici, il 6,5% di altre razze, e il 2,9% di due o più etnie. Ispanici o latinos di qualunque razza erano il 19,3% della popolazione.